# Premochtherus alashanicus
Premochtherus alashanicus là một loài ruồi trong họ Asilidae. Premochtherus alashanicus được Lehr miêu tả năm 1996. Loài này phân bố ở vùng Cổ Bắc giới.